# Filmfare
Filmfare ist mit einer Auflage von 140.000 Exemplaren Indiens größte und bekannteste Film- und Unterhaltungszeitschrift. Sie wird von der Times Group verlegt und organisiert jeweils im Februar die Filmfare Awards – die älteste und wichtigste Auszeichnung, die Hindi-Filmen in Indien verliehen werden. Die Filmfare Awards sind für die Hindi-Filmindustrie so bedeutsam wie der Oscar für die US-amerikanische.
Eine deutsche Ausgabe des Filmfare-Magazins erschien ab 2008 bei Threebros Media in Offenbach mit einer Auflage von einigen tausend Exemplaren.